# Trà Giác
Trà Giác is een xã in het district Bắc Trà My, een van de districten in de Vietnamese provincie Quảng Nam.
Door Trà Giác stromen verschillende rivieren. Een daarvan is de Trường. De Ho Chi Minh-weg gaat door Trà Giác.